# جمال اوتار سلطانوف
جمال اوتارسلطانوف (به روسی: Джамал Отарсултанов) (زادهٔ ۱۴ آوریل ۱۹۸۷) کشتی‌گیر اهل روسیه است. او در دستهٔ ۵۵ کیلوگرم کشتی آزاد برندهٔ مدال طلای المپیک ۲۰۱۲ لندن و قهرمان سه دورهٔ مسابقات قهرمانی کشتی اروپا شده است.